# Maison du Chapeau Blanc
La maison du Chapeau Blanc est un monument situé au Mont-Saint-Michel, en France.

## Localisation
La maison est située dans le département français de la Manche, sur la commune du Mont-Saint-Michel, dans les venelles, à l'écart de la Grande Rue, au sud-ouest du cimetière de l'église Saint-Pierre.

## Architecture
Les façades et les toitures de la partie en pierres sont inscrites au titre des monuments historiques depuis le 1er mars 1928, les façades et les toitures de la partie en pans de bois et les jardins sont classées depuis le 12 août 1936.